# Geoglossum cookeanum
Espèce
Geoglossum cookeanum, le Géoglosse de Cooke, est une espèce de champignons ascomycètes de la famille des Geoglossaceae.